# Agostino Giuffrida

Oratio, 1740

Agostino Giuffrida (Gravina di Catania, 2 marzo 1705 – Catania, 21 gennaio 1777) è stato un medico italiano.

## Biografia
Insieme ad Andrea Gallina e all'accademia dei Jatrofisici si oppose al meccanismo flogistico di Herman Boerhaave. Appoggiato dai gesuiti si oppose ai principi leibniziano-wolffiani e fu allontanato dall'università di Catania in seguito alla nomina di Leonardo Gambino.
Faceva parte dei "Gioviali" e scrisse un melodramma, L'Argenide (1737).

## Opere
- (LA) Oratio habita in Alma Universi Schola Catanensi ad praeclarissimum Panormi, eiusque territorii archiatrum Augustinum Gervasi, Catanae, Simone Trento, 1740.